# Сан-Маркос де Арика
«Сан-Ма́ркос де Ари́ка» (исп. Club Deportivo San Marcos de Arica) — чилийский футбольный клуб из города Арика.

## История
Клуб был основан 14 февраля 1978 года.
В настоящий момент «Сан-Маркос» выступает в Примере B, втором по силе дивизионе страны.
«Сан-Маркос де Арика» играет свои домашние матчи на стадионе Карлос Диттборн в Арике, вмещающем 9 746 зрителей.
В 2019 году команда выиграла Второй дивизион, однако из-за беспорядков в стране концовка турнира прервалась и Национальная ассоциация профессионального футбола (АНПФ) сначала хотела постановить о том, что розыгрыш сорвался. Это вызвало протесты в футбольной общественности и АНПФ признала «Сан-Маркос» победителем Второго дивизиона и командой, заработавшей право на повышение в Примеру B.

## Достижения
- Примера B: 2

1981, 2012
- Второй дивизион: 1

2019
- Третий дивизион: 1

2007

## Клубные факты
- Сезонов в Примере: 7 (1982—1985, 2013, 2014/15—2015/16)
- Сезонов в Примере B: 35 (1978—1981, 1986—2005, 2008—2012, 2013/14, 2016/17—2018, 2020—2021)
- Сезонов во Втором дивизионе: 2 (2019, 2022—н. в.)
- Сезонов в Третьем дивизионе: 2 (2006—2007)